# Kwanga (langue)
Le kwanga est une langue papoue parlée en Papouasie-Nouvelle-Guinée, dans les provinces de  Sepik oriental et de Sandaun.

## Classification
Le kwanga fait partie des langues nukuma, un des groupes qui composent la famille des langues sepik.

## Phonologie
Les voyelles et les consonnes du kwanga sont :

### Voyelles
|         | Antérieure | Postérieure |
| ------- | ---------- | ----------- |
| Fermée  | i [i]      | u [u]       |
| Moyenne | e [e]      | o [o]       |
| Ouverte |            | ɑ [ɑ]       |

### Consonnes
|              |                  | Bilabiales | Alvéolaires | Dorsales | Dorsales  | Glottales |
| ------------ | ---------------- | ---------- | ----------- | -------- | --------- | --------- |
| Palatales    | Vélaires         | Bilabiales | Alvéolaires |          |           | Glottales |
| Occlusives   | Sourde           | p [p]      | t [t]       |          | k [k]     | ʔ [ʔ]     |
| Occlusives   | Sourde labial.   | pw [pʷ]    |             |          | kw [kʷ]   |           |
| Occlusives   | Sonore prénasal. | mb [m͡b]    | nd [n͡d]     |          | ŋg [ŋ͡g]   |           |
| Occlusives   | Sonore labial.   | mbw [m͡bʷ]  |             |          | ŋgw [ŋ͡gʷ] |           |
| Fricative    | Sourde           | ɸ [ɸ]      | s [s]       |          |           | h [h]     |
| Fricative    | Sonore labial.   | ɸw [ɸʷ]    |             |          |           |           |
| Affriquée    | Sourde           |            | ts [t͡s]     |          |           |           |
| Affriquée    | prénasal.        |            | nts [n͡t͡s]   |          |           |           |
| Nasale       | Simple           | m [m]      | n [n]       |          |           |           |
| Nasale       | Labial.          | mw [mʷ]    |             |          |           |           |
| Latérale     | Latérale         |            | l [l]       |          |           |           |
| Roulée       | Roulée           |            | r [r]       |          |           |           |
| Semi-voyelle | Semi-voyelle     | w [w]      |             | y [ j]   |           |           |

## Sources
- (en) Kazue Manabe et Takashi Manabe, A tentative phonology of Kwanga, SIL, 1979 (lire en ligne)
- (en) Kazue Manabe et Takashi Manabe, Alteration and addition of tentative phonology of Kwanga, SIL, 1981 (lire en ligne)
- (en) Takashi Manabe, Kwanga organised phonology data, Ukarumpa, SIL, 1992 (lire en ligne)